# Инцидент у Керчком мореузу
Инцидент у Керчком мореузу је међународни инцидент који се догодио 25. новембра 2018. године, током којег је обалска стража руске Федералне службе безбедности (ФСБ) пуцала и заробила три брода украјинске морнарице након што су покушали да пређу из Црног мора у Азовско море кроз мореуз на путу ка луци Мариупољ. То је био први пут да су руске снаге отворено ангажовале украјинске снаге током руско-украјинског сукоба.
Русија је 2014. анектирала оближње полуострво Крим, које је претежно међународно признато као украјинска територија. Касније је изградио Кримски мост преко мореуза. Према споразуму из 2003. године, мореуз и Азовско море су намењени да буду заједничке територијалне воде обе земље и да им се слободно приступи. Русија, заузврат, инсистира на томе да, док уговор из 2003. остаје правно важећи, украјински бродови морају тражити дозволу пре него што уђу у руске воде дуж периметра Крима као било који транснационални водни прелаз, како је регулисано Уговором о праву мора. Украјина не признаје анексију Крима од стране Русије, стога Украјина сматра да је позивање на међународни уговор у вези са водама Крима нелегитимно.
Док се флотила, која се састојала од две топовњаче и тегљача, приближавала Керчком мореузу, руска обалска стража је рекла да су више пута тражили од украјинских бродова да напусте оно што су називали „руским територијалним водама“. Рекли су да бродови нису испоштовали формалну процедуру за пролаз кроз мореуз, да су украјински бродови опасно маневрисали и да не реагују на радио комуникацију. Украјина је саопштила да је унапред обавестила Русе да ће се бродови кретати кроз мореуз, да су бродови успоставили радио везу са Русима, али да нису добили одговор, и цитирала је споразум из 2003. године против тврдње да су бродови ушли Руске територијалне воде. Руси су покушали да зауставе украјинске бродове, али су они наставили да се крећу у правцу моста. Док су се приближавали мосту, руске власти су испод њега поставиле велики теретни брод, блокирајући пролаз у Азовско море. Украјински бродови остали су усидрени у мореузу осам сати, пре него што су се вратили да би се вратили у луку у Одеси. Руска обалска стража их је прогонила док су напуштали то подручје, а касније је пуцала на пловила и запленила их у међународним водама код обале Крима. У сукобу су повређена три члана украјинске посаде, а Русија је задржала свих двадесет четири украјинска морнара са заробљених бродова.
Украјински председник је инцидент окарактерисао као потенцијалну претечу руске инвазије и прогласио ванредно стање дуж границе са Русијом и у обалним областима Црног мора, које је истекло 26. децембра 2018. године. Руска влада је инцидент назвала намерном провокацијом украјинског председника Петра Порошенка уочи украјинских председничких избора 2019. године. Инцидент се догодио неколико дана пре самита Г20 у Буенос Ајресу 2018. Западни лидери су се на то позивали када су говорили о санкцијама Русији.